# Jettebruch
Jettebruch ist ein Ortsteil von Bad Fallingbostel im Landkreis Heidekreis in Niedersachsen. Zu Jettebruch gehören auch der Weiler Fuhrhop und der Hof Bömme.

## Geografie
4 km nördlich von Dorfmark und 7 km südlich von Soltau. Durch den Ort fließt die Böhme.
Die heutige Bundesautobahn 7 ist nahezu identisch mit dem neuen Grenzverlauf zum Übungsplatz.

## Geschichte

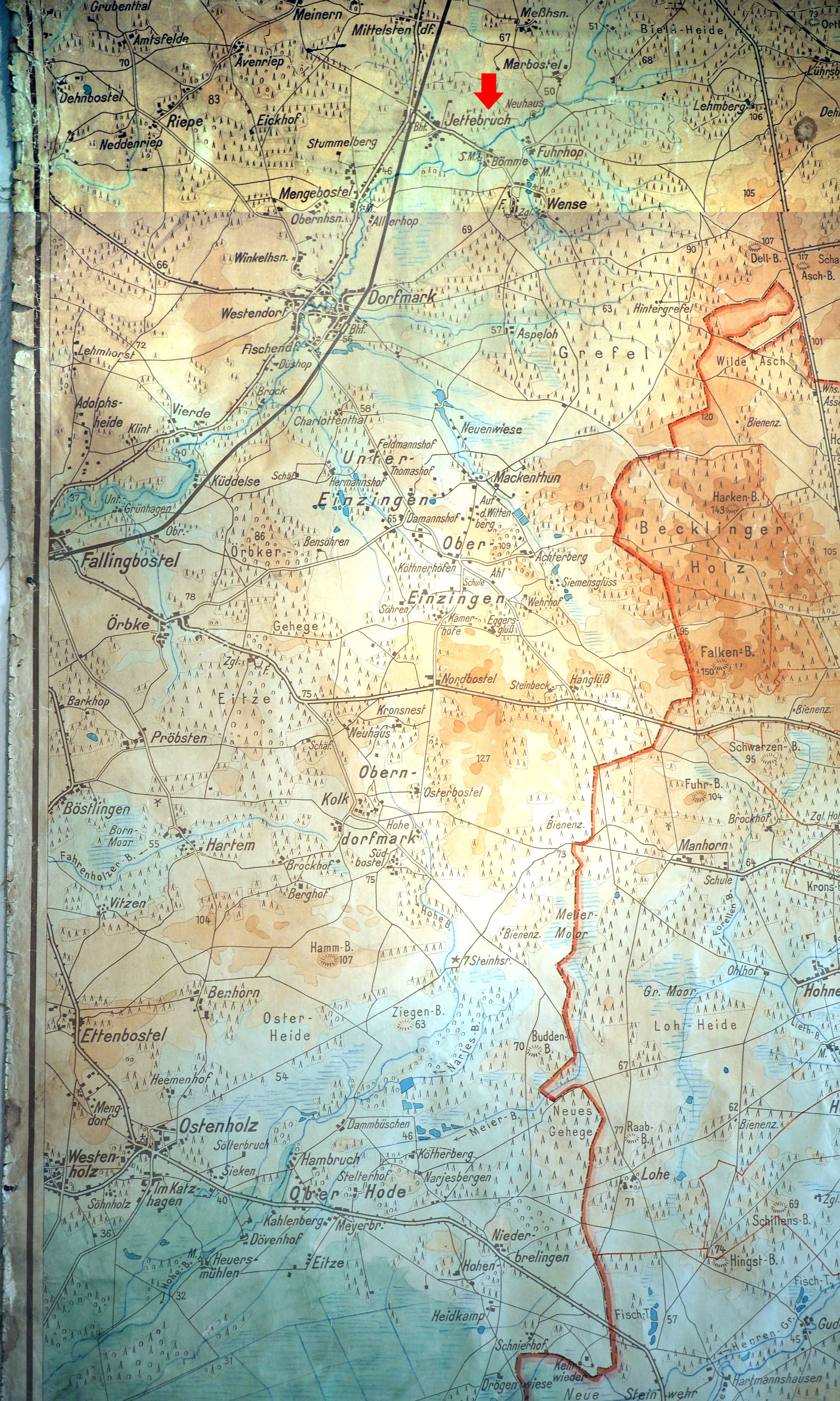
Historische Karte der Ostheidmark, Jettebruch ist gekennzeichnet

Im Jahre 1367 wurde Jettebruch erstmals in einer Urkunde des Klosters Walsrode erwähnt.
Im Jahr 1438 findet sich folgender Auszug im Schatzregister Celle:
To dem Getebroke: dedit Roder 2 m. 3s. - dedit de wedewe 6s. - dedit Coneke 1½ g. - dedit Henneke Ellinges 2 g. - Hermen Henken 2 g.: Hanses meiger van der Wense
Bürgermeister der Gemeinde Jettebruch waren
- 1889–1894 Jakob Wischhoff
- 1894–1897 Heinrich Elling
- 1897–1901 Heinrich Ebeling
- 1901–1905 Heinrich Elling
- 1905–1915 Heinrich Ebeling
- 1915–1919 Heinrich Elling
- 1919–1924 Heinrich Schönack
- 1924–1929 Hermann Stimbeck
- 1929–1947 Heinrich Grünhagen
- 1947–1948 Willi Michaelis
- 1948–1956 Heinrich Grünhagen
- 1956–1974 Helmut Lüderitz
- 1. März 1974 bis 30. Juni 1974 Interimsratsmitglied Helmut Lüderitz

Mit Bildung des Truppenübungsplatzes Bergen wurden am 1. August 1938 Teile der Gemeinde Fuhrhop nach Jettebruch umgemeindet.
Seit dem 1. März 1974 ist das Dorf Jettebruch ein Ortsteil der Stadt Bad Fallingbostel.

## Politik
Ortsvorsteher ist Hans-Wilhelm Gevers.

## Wirtschaft und Infrastruktur
Die Ortschaft ist sehr ländlich geprägt. Erwerbszweige sind hauptsächlich Land- und Forstwirtschaft und Tourismus. Im Südwesten von Jettebruch wurden Windkraftanlagen errichtet. Im Ort gibt es einen Gasthof.

### Verkehr
Am westlichen Ortsrand führt in Nord-Süd-Richtung von Soltau nach Bad Fallingbostel die Landstraße L163. Bis zum 1. Juli 1989 war dies die Bundesstraße 209, die wegen Parallelführung zur A7 herabgestuft wurde. Von der L163 bis zur Böhmebrücke verläuft von West nach Ost die Kreisstraße 143 durch den Ort.
In Jettebruch gibt es keine Straßennamen. Der Ortsname in Verbindung mit der nach Baufolge vergebenen Hausnummer ist zugleich Hausanschrift. Da Fuhrhop zum Zeitpunkt der Einführung von Hausnummern in Preußen eine eigenständige Gemeinde war, haben Jettebruch und Fuhrhop (mit Hof Bömme) jeweils separate Nummerierungen.
Jettebruch liegt an der Heidebahn. Die Strecke gehört zum Netz der Deutschen Bahn. Der Bahnhof Jettebruch wird nicht mehr im Personenverkehr bedient und ist seitdem nur noch eine Anschlussstelle, die jedoch ebenfalls nicht mehr benutzt wird. Das Ladegleis ist betrieblich gesperrt.